# Shinji Sogō
Shinji Sogō (十河信二; Ehime, 14 aprile 1884 – Tokyo, 3 ottobre 1981) è stato un dirigente d'azienda giapponese.

## Biografia
Shinji Sogō ottenne la laurea in legge alla Università imperiale di Tokyo nel 1909, ottenendo subito un impiego nelle ferrovie statali. Ottenuto il suo primo ruolo di rilievo nell'agenzia per la ricostruzione dopo il Grande terremoto del Kanto nel 1923, in questa occasione conobbe Gotō Shinpei, da cui fu pesantemente influenzato. Nel 1926, lasciò le ferrovie nazionali per diventare direttore della Ferrovia della Manciuria del Sud. Dopo la seconda guerra mondiale fece ritorno alle ferrovie di stato e nel 1955 ottenne la carica di presidente.
È molto popolare in patria, in quanto ritenuto il principale fautore della costruzione del Tōkaidō Shinkansen, la prima linea ferroviaria ad alta velocità della storia, e in generale è attualmente ritenuto il padre degli Shinkansen, essendo fuori di dubbio che, senza il suo impegno costante protrattosi per oltre un decennio, coadiuvato dall'ingegnere Hideo Shima, i treni proiettili non avrebbero mai visto la luce.
Nel 1963, il progetto Shinkansen aveva ampiamente sforato il budget previsto, diventando un caso politico. Pur di far continuare il progetto, si assunse tutte le responsabilità e si dimise dalla carica.
Morì il 3 ottobre 1981, all'età di 97 anni. Attualmente è ricordato da un museo in suo onore, inoltre tra i binari 18 e 19 della stazione di Tokyo, dove transitano gli Shinkansen, è stata installata una placca in sua memoria.